# Herman Stump
Herman Stump (* 8. August 1837 im Harford County, Maryland; † 9. Januar 1917 bei Bel Air, Maryland) war ein US-amerikanischer Politiker. Zwischen 1889 und 1893 vertrat er den Bundesstaat Maryland im US-Repräsentantenhaus.

## Werdegang
Herman Stump genoss eine gute Grundschulausbildung. Nach einem anschließenden Jurastudium und seiner 1856 erfolgten Zulassung als Rechtsanwalt begann er in Bel Air in diesem Beruf zu arbeiten. Außerdem betätigte er sich in der Landwirtschaft. Gleichzeitig schlug er als Mitglied der Demokratischen Partei eine politische Laufbahn ein. 1878 wurde er in den Senat von Maryland gewählt, dessen Präsident er im Jahr 1880 war. Im Jahr 1879 leitete er den regionalen Parteitag der Demokraten in Maryland.
Bei den Kongresswahlen des Jahres 1888 wurde Stump im zweiten Wahlbezirk von Maryland in das US-Repräsentantenhaus in Washington, D.C. gewählt, wo er am 4. März 1889 die Nachfolge von Frank Thomas Shaw antrat. Nach einer Wiederwahl konnte er bis zum 3. März 1893 zwei Legislaturperioden im Kongress absolvieren. Im Jahr 1892 verzichtete er auf eine erneute Kandidatur. Zwischen 1893 und 1897 leitete Stump als Superintendent of Immigration die Bundeseinwanderungsbehörde. Danach praktizierte er wieder als Anwalt in Bel Air. Herman Stump starb am 9. Januar 1917 in seinem Wohnsitz nahe Bel Air.